# 韦尔比卡罗

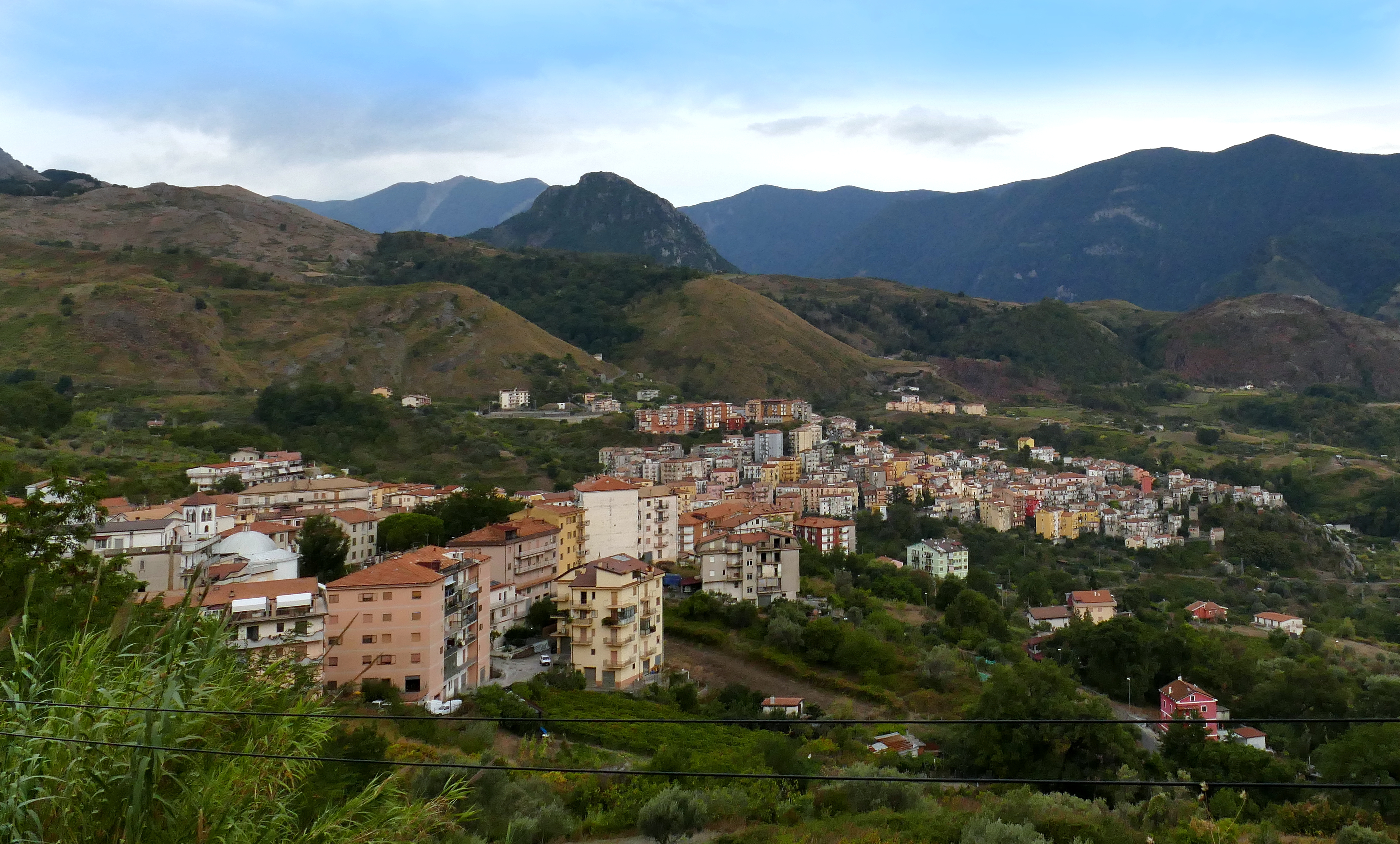

韦尔比卡罗（義大利語：Verbicaro），是意大利科森扎省的一个市镇。总面积32平方公里，人口3283人，人口密度102.6人/平方公里（2009年）。ISTAT代码为078153。